# تومي هيلفيغر
تومي هيلفيغر (بالإنجليزية: Tommy Hilfiger) وهو مصمم أزياء أمريكي ولد في يوم 24 مارس 1951 في منطقة الميرا في مدينة نيويورك في الولايات المتحدة، وهو مؤسس شركة تومي هيلفيغر.

## روابط خارجية
- تومي هيلفيغر على موقع IMDb (الإنجليزية)
- تومي هيلفيغر على موقع مونزينجر (الألمانية)
- تومي هيلفيغر على موقع إن إن دي بي (الإنجليزية)
- تومي هيلفيغر على موقع قاعدة بيانات الفيلم (الإنجليزية)